# Rue Sander Pierron
Pour les articles homonymes, voir Sander et Pierron.
La rue Sander Pierron (en néerlandais : Sander Pierronstraat) est une rue bruxelloise de la commune de Schaerbeek qui va de la rue Van Droogenbroeck à la rue Charles Meert.

## Histoire et description
La rue porte le nom d'un écrivain belge d'expression française, Sander Pierron, né à Molenbeek-Saint-Jean le 6 juillet 1872 et décédé à Ixelles le 8 septembre 1945.
La numérotation des habitations va de 1 à 37 pour le côté impair et de 2 à 36 pour le côté pair.